# Cercle (Theater)
Der Cercle ist im österreichischen Sprachgebrauch eine teure Sitzkategorie in einem Theater oder Konzertsaal, die die ersten Reihen vor der Bühne umfasst.
Die Sitzplätze im Cercle werden nicht immer zum Verkauf angeboten, was verschiedene Gründe haben kann. In manchen Theatern besteht die Möglichkeit, durch Hochfahren eines Hubpodiums in diesem Bereich die Bühne zu vergrößern oder durch Absenken dieses Podiums einen Orchestergraben entstehen zu lassen. Ebenso können die Ereignisse auf der Bühne vom Cercle aus gesehen gefährlich oder unangenehm für das Publikum sein. Oft werden die Cercle-Plätze in die Produktion mit einbezogen und müssen deshalb freigehalten werden. Das Wiener Burgtheater beispielsweise hat vier verschiedene Sitzpläne, je nachdem, wie viele Reihen des Cercles dem Publikum zur Verfügung stehen. Durch das Sperren von einzelnen Reihen oder des gesamten Cercles kann hier die Vorbühne um bis zu 50 m² vergrößert werden.